# Ludomir Chronowski
Ludomir Krzysztof Chronowski (Cracovia, 31 de octubre de 1959) es un deportista polaco que compitió en esgrima, especialista en la modalidad de espada. Participó en dos Juegos Olímpicos de Verano, obteniendo una medalla de plata en Moscú 1980 en la prueba por equipos.

## Palmarés internacional
| Juegos Olímpicos | Juegos Olímpicos | Juegos Olímpicos | Juegos Olímpicos   |
| Año              | Lugar            | Medalla          | Prueba             |
| ---------------- | ---------------- | ---------------- | ------------------ |
| 1980             | Moscú (URSS)     | Medalla de plata | Espada por equipos |